# Melfort
Melfort – miasto w Kanadzie, w prowincji Saskatchewan. W 2006 r. miasto to na powierzchni 14,78 km² zamieszkiwało 5 192 osób.